# Bad Company (1931)
Bad Company é um filme estadunidense de 1931, do gênero drama policial, dirigido por Tay Garnett, com roteiro dele e Tom Buckingham baseado no romance Put on the Spot (1930), de Jack Lait.
O filme é estrelado por Helen Twelvetrees e Ricardo Cortez.

## Elenco
- Helen Twelvetrees ... Helen King Carlyle
- Ricardo Cortez ... Goldie Gorio
- John Garrick ... Steve Carlyle
- Paul Hurst ... Mordomo de Goldie
- Frank Conroy ... Markham King
- Harry Carey ... McBaine
- Frank McHugh ... Doc
- Kenneth Thomson ... Barnes
- Edgar Kennedy ... Doorman